# Burg Glambek

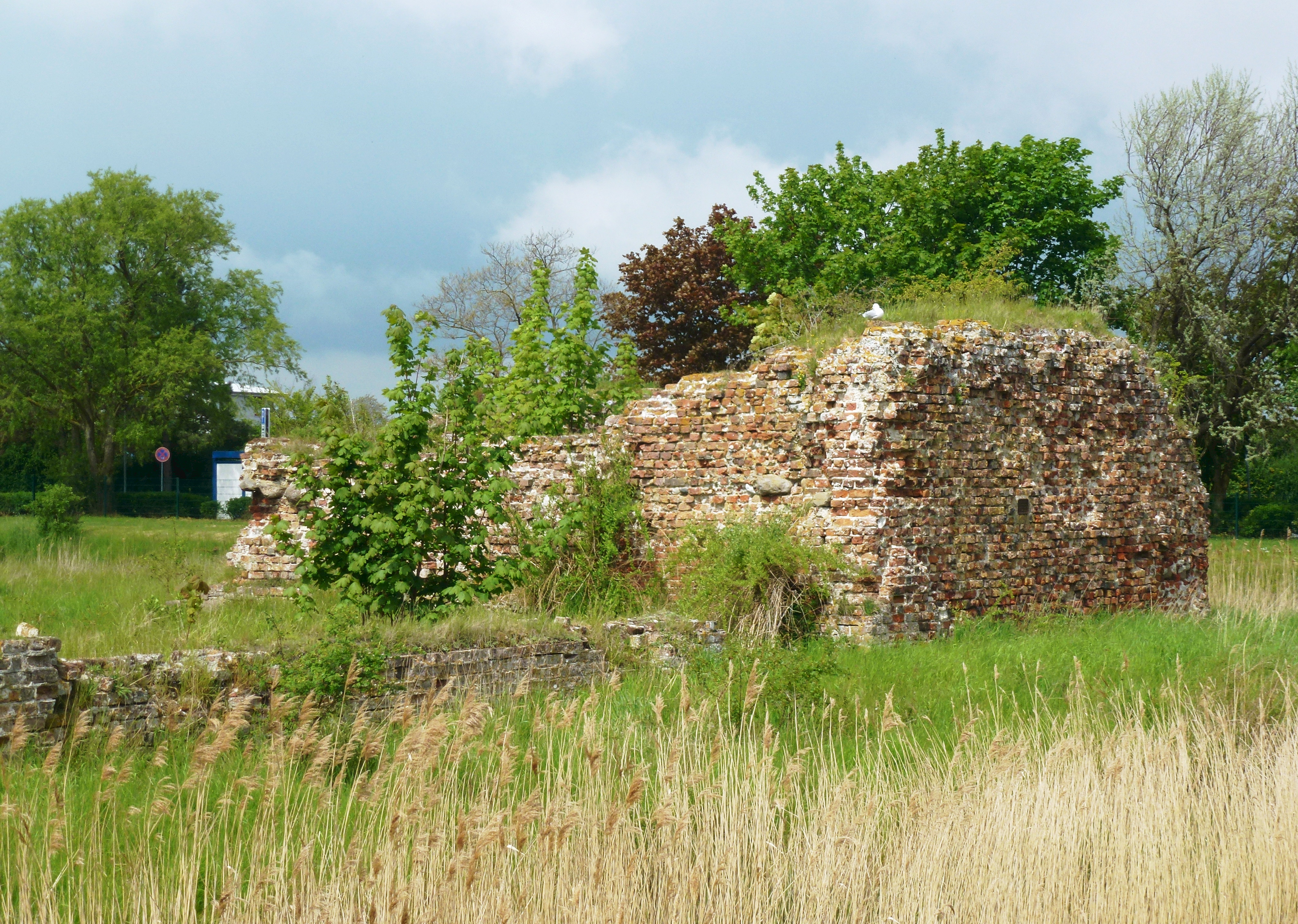
Borgruinen Glambek, maj 2014.

Burg Glambek (borgruin Glambek) är resterna av en medeltida borg i Burg auf Fehmarn i norra Tyskland. Den ursprungligen danska befästningsanläggningen uppfördes 1210 vid ön Fehmarns södra strand och förstördes 1628 i trettioåriga kriget. Idag kan ruinen beses. Borgruinen Glambek är den enda bevarade tegelbyggnaden i sitt slag i Schleswig-Holstein.

## Historik
År 1210 lät Valdemar Sejr (Valdemar II av Danmark) uppföra en stor befästningsanläggning på halvön Burgtiefe vid Fehmarns södra strand. Byggnadsverket, som var säte för öns amtman, hade en cirka fyra meter hög rektangulär ringmur som hade längden 36 meter och bredden 53 meter. Utanför fanns en skyddsvall med vallgrav och vindbrygga och innanför två vakttorn, flera påkostade slottsrum, stall, lada, bakhus, brygghus och fem brunnar. År 1248 ägde här ett glansfullt bröllop rum när hertig Kristofer (sedermera Kristofer I av Danmark) gifte sig med Margarete Sprenghest (sedermera Margareta Sambiria av Pommerellen). År 1420 förstördes borgen delvis av Erik av Pommern och hans trupper, men återerövrades kort därefter. Mellan 1430 och 1460 var borgen ett tillhåll för sjörövare. Efter 1558 var Glambek obebodd.

## Förstörelse och friläggning

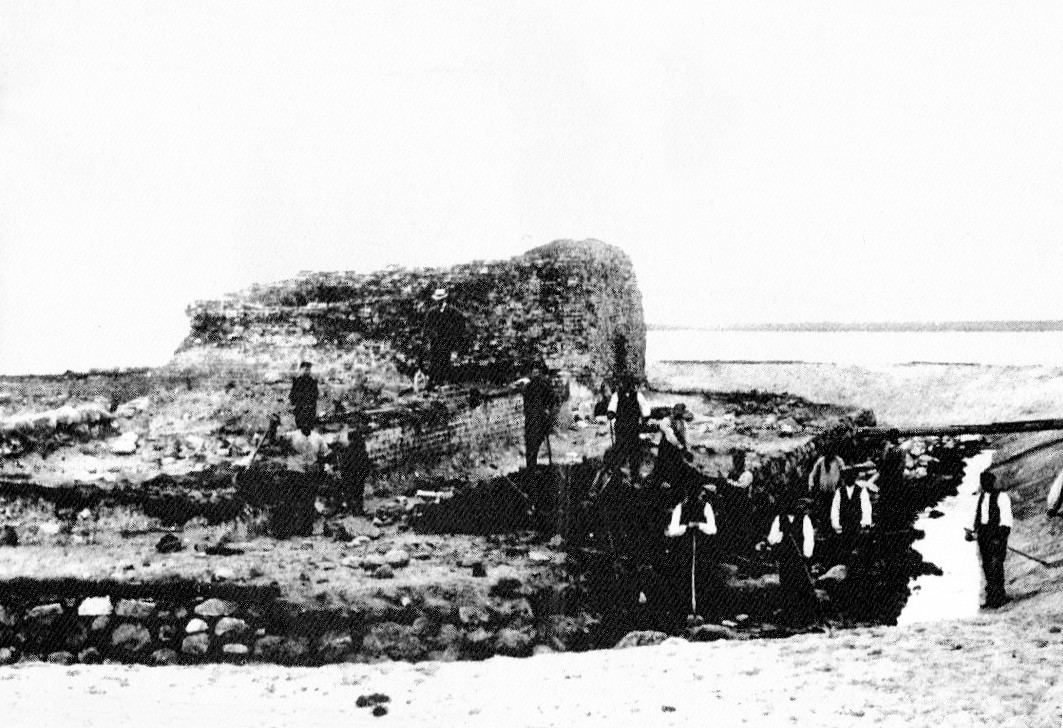
Utgrävningen 1908.

Under trettioåriga kriget intogs Fehmarn 1627 av Jean de Merode och 500 soldater ur kejserliga armén. I samband med återerövringsförsöket 1628 genom Kristian IV av Danmark förstördes Burg Glambek slutgiltigt. Därefter användes borgens tegelstenar av öns invånare som byggnadsmaterial. Så småningom försvann borgens rester under en sanddyn. 
Den stora Stormfloden 1872 frilade delar av anläggningen. Ett högvattenmärke på muren visar hur högt vattnet steg denna novembernatt 1872. Efter 1908 blev ruinen systematiskt utgrävd. Idag är den 11x11 meter stora nedre delen av huvudtornet bevarad samt en lång sträcka av ringmuren.
Staden Burg auf Fehmarn är inte uppkallad efter Burg Glambek utan efter en mycket äldre, numera försvunnen borg som ursprungligen låg inom dagens stadsområde.

## Bilder

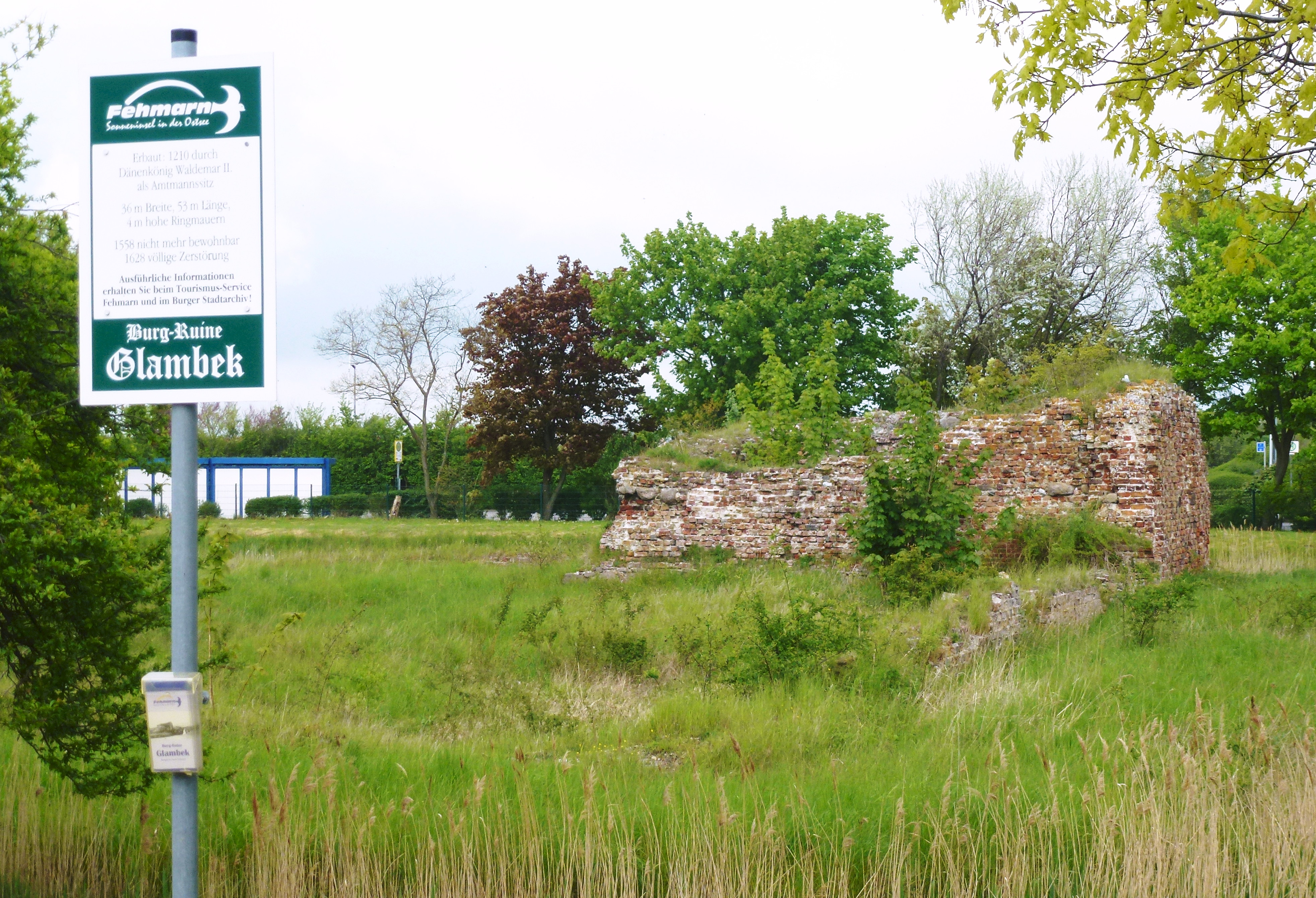
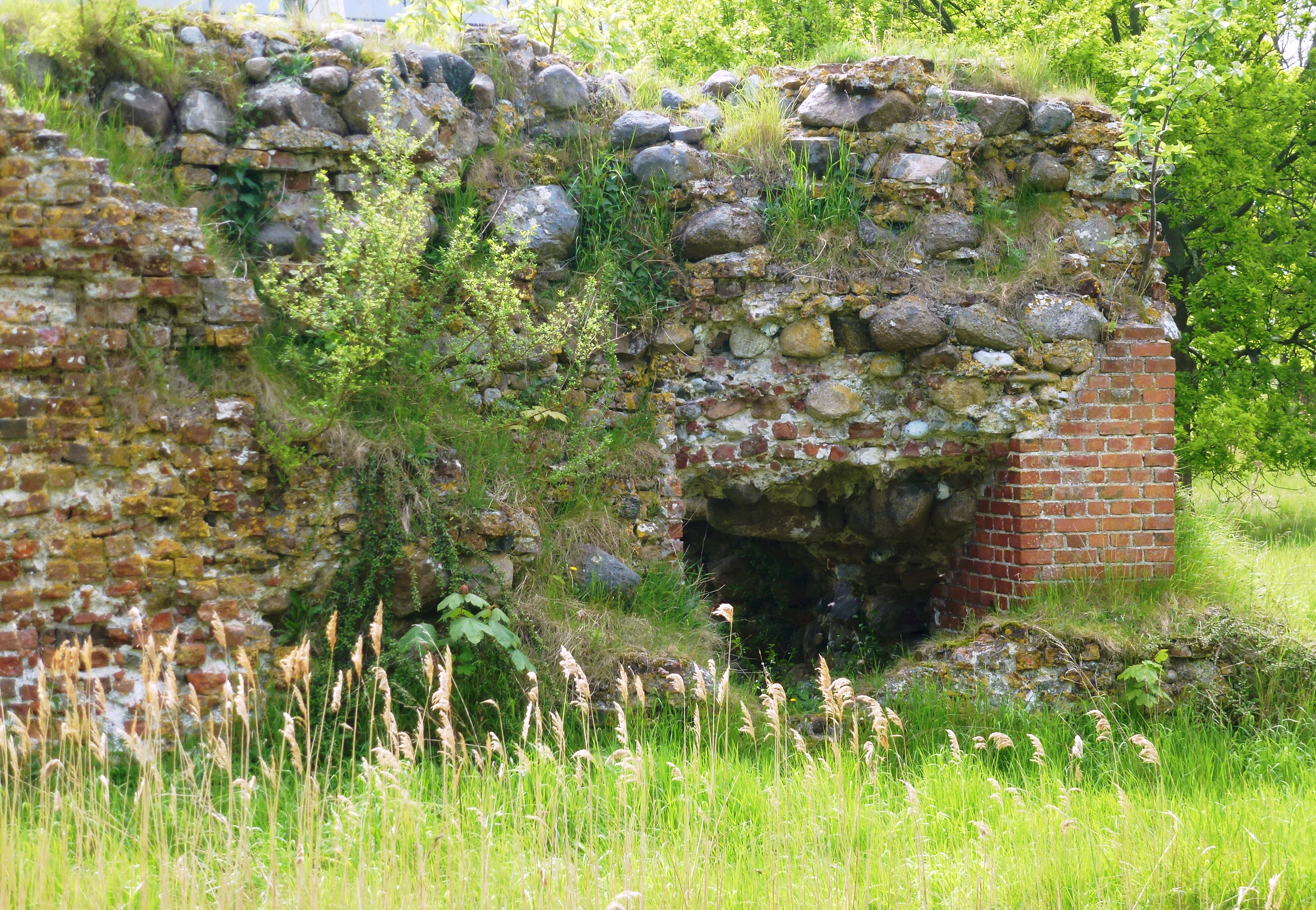
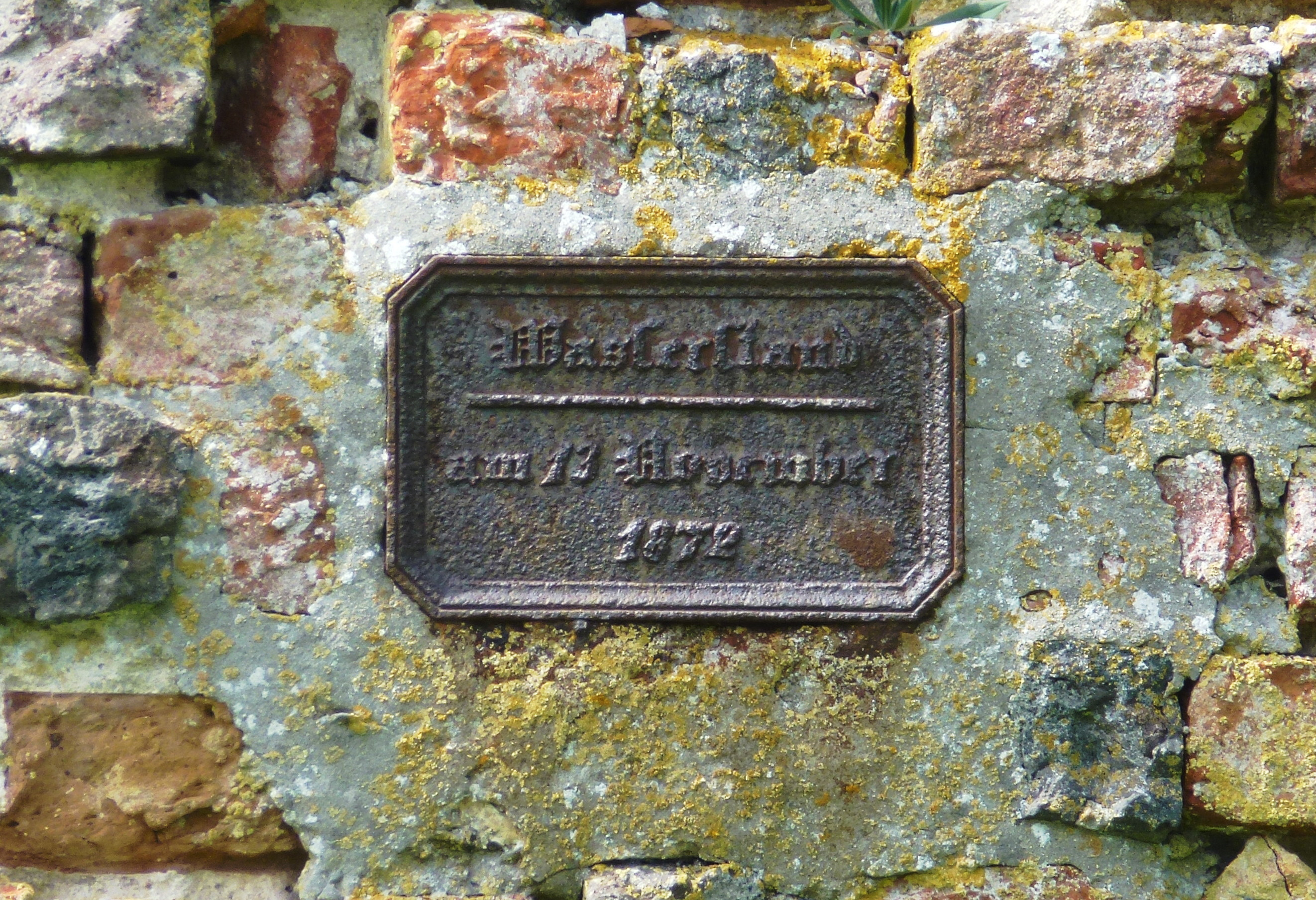
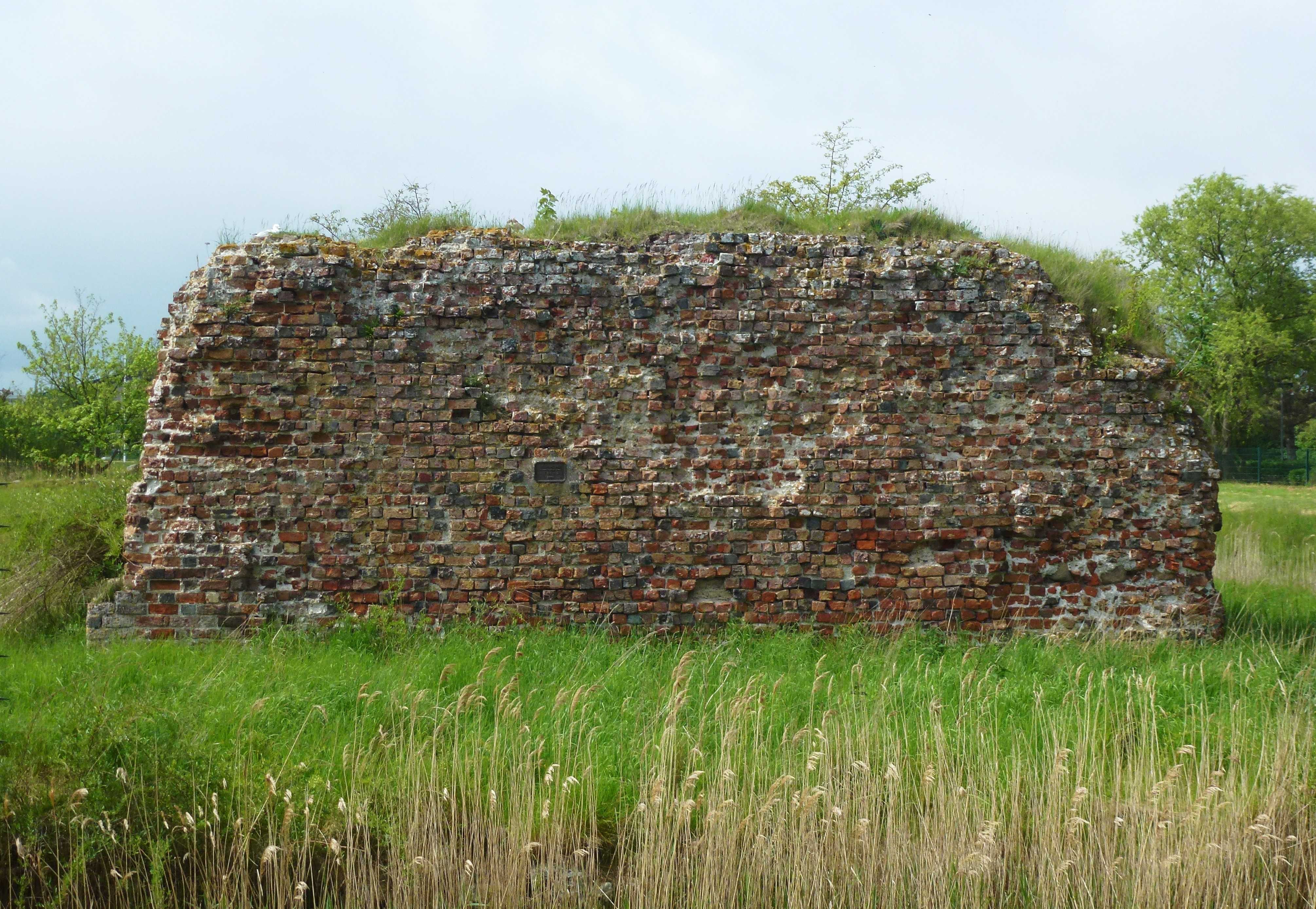